# Crooswijk
Crooswijk est un quartier de Rotterdam, dans l'arrondissement Kralingen-Crooswijk. Situé entre les quartiers Kralingen, Oude Noorden et Rotterdam-Centre, Crooswijk était autrefois connu pour ses casernes de la marine. Le nom de plusieurs rues témoignent de cette histoire militaire : Tamboerstraat, Pijperstraat, Schuttersveld, Excercitiestraat, Vaandrigstraat.
Crooswijk a aussi un passé industriel : la société Cornelis Jamin et de nombreux abattoirs y étaient établis. L'ancien bâtiment de la brasserie Heineken, ouverte en 1874 et en service jusqu'en 1968, est encore visible sur le Crooswijksesingel. Ces activités industrielles ont laissé place à des logements. Crooswijk est l'un des quartiers historiques de Rotterdam.
Crooswijk est devenu un arrondissement en fusionnant avec Kralingen.

## Le cimetière municipal de Crooswijk

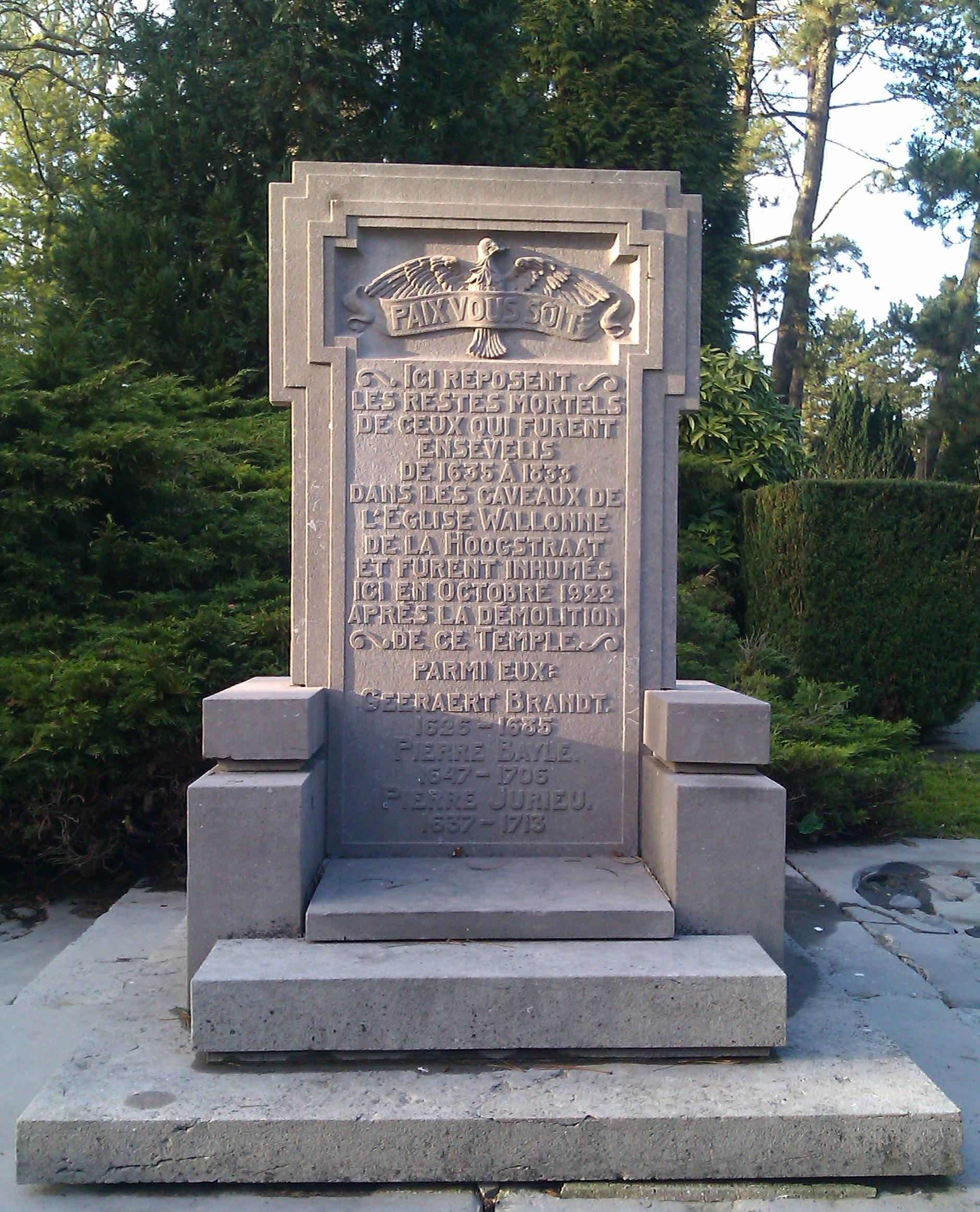
Stèle commémorative

En 1827, la ville de Rotterdam interdit les enterrements à l'intérieur de la ville, pour des raisons sanitaires. Le cimetière de Crooswijk se développe. Lors de la démolition de l'ancienne église wallonne de Rotterdam en 1922, les tombes sont transférées à Crooswijk, où sont ainsi enterrés les théologiens français Pierre Bayle et Pierre Jurieu. Puis un certain nombre de tombes du cimetière de l'église Saint-Laurent sont transférées, après la destruction partielle de l'église lors du bombardement de mai 1940.
Le cimetière abrite aussi des essences d'arbres rares.

Cimetière de Crooswijk
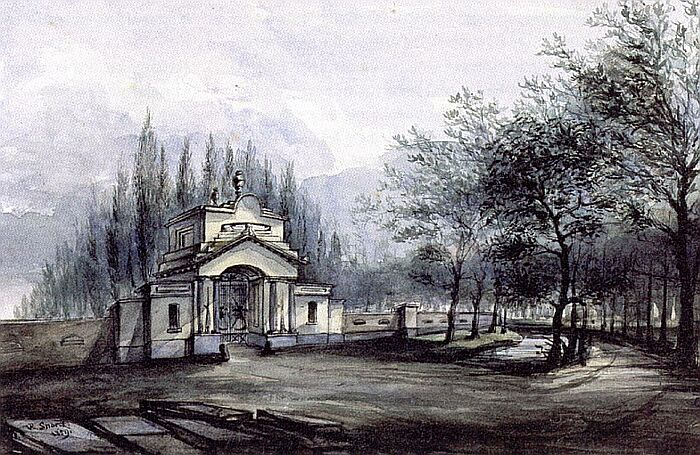
Cimetière
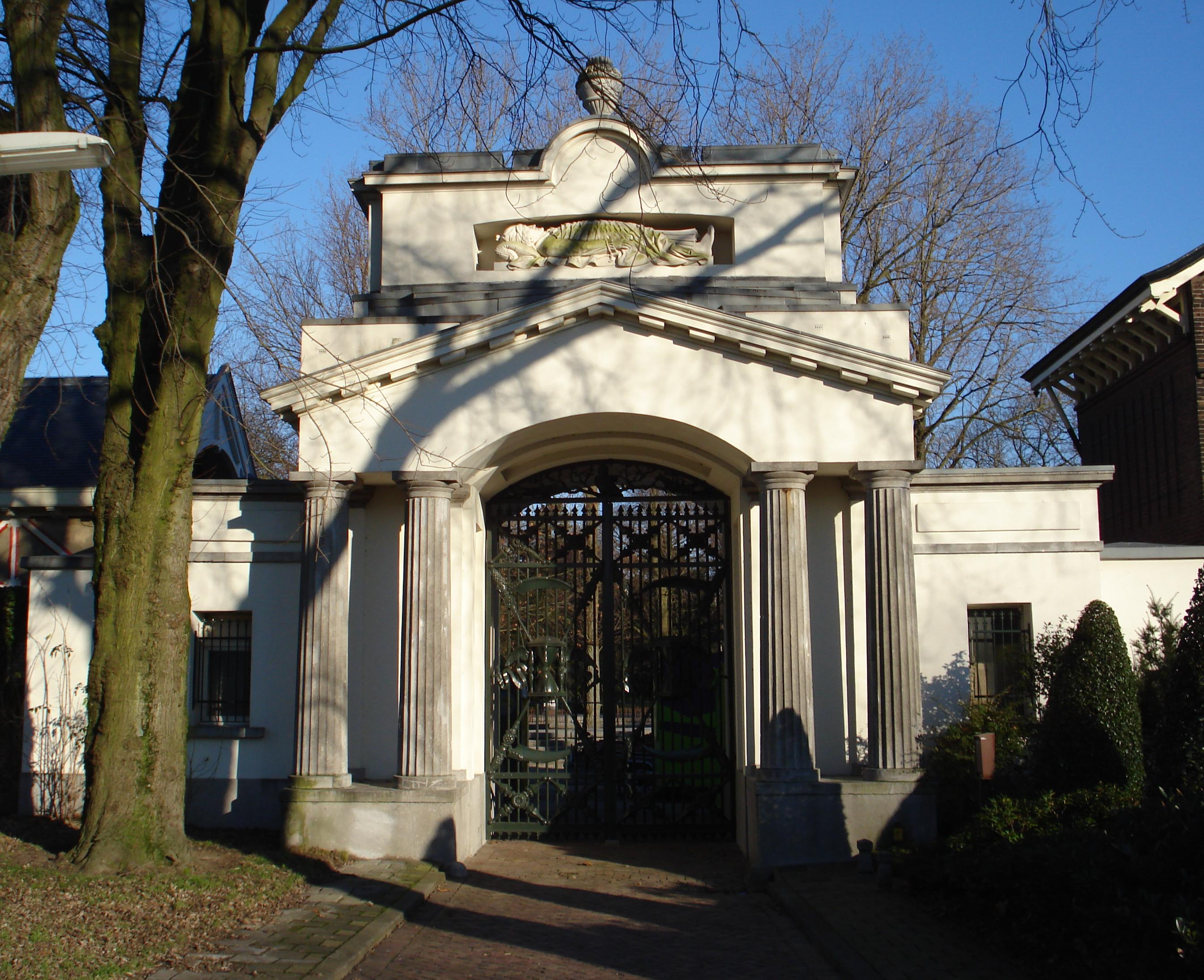
Cimetière

Lieux et bâtiments de Crooswijk
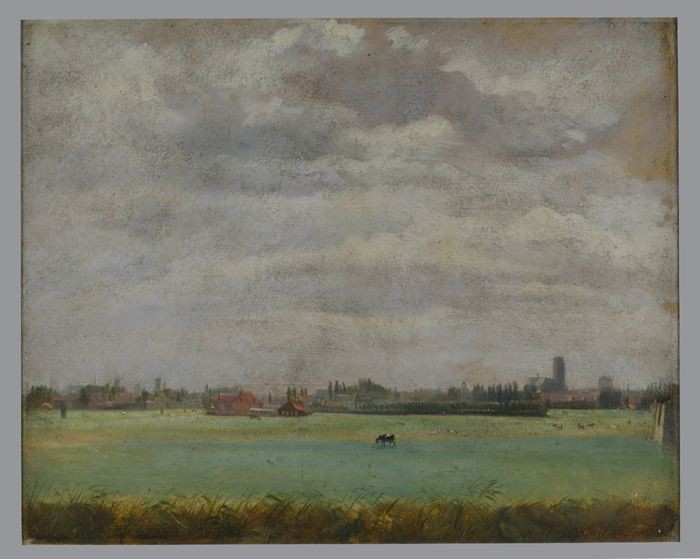
Rotterdam vu depuis Crooswijk entre 1858 et 1864
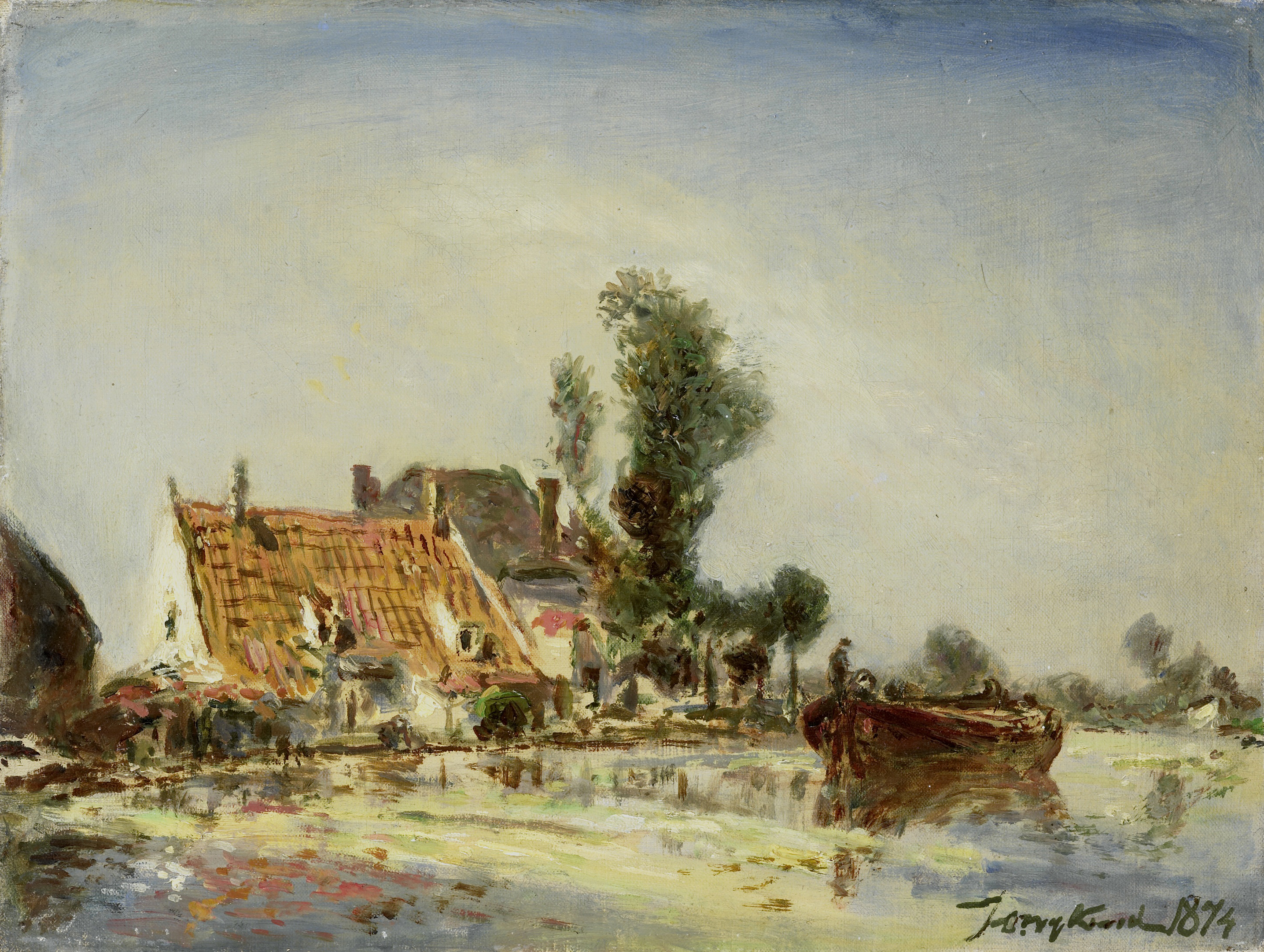
Maisons au bord d'un canal près de Crooswijk Johan Barthold Jongkind, 1874 Rijksmuseum, Amsterdam
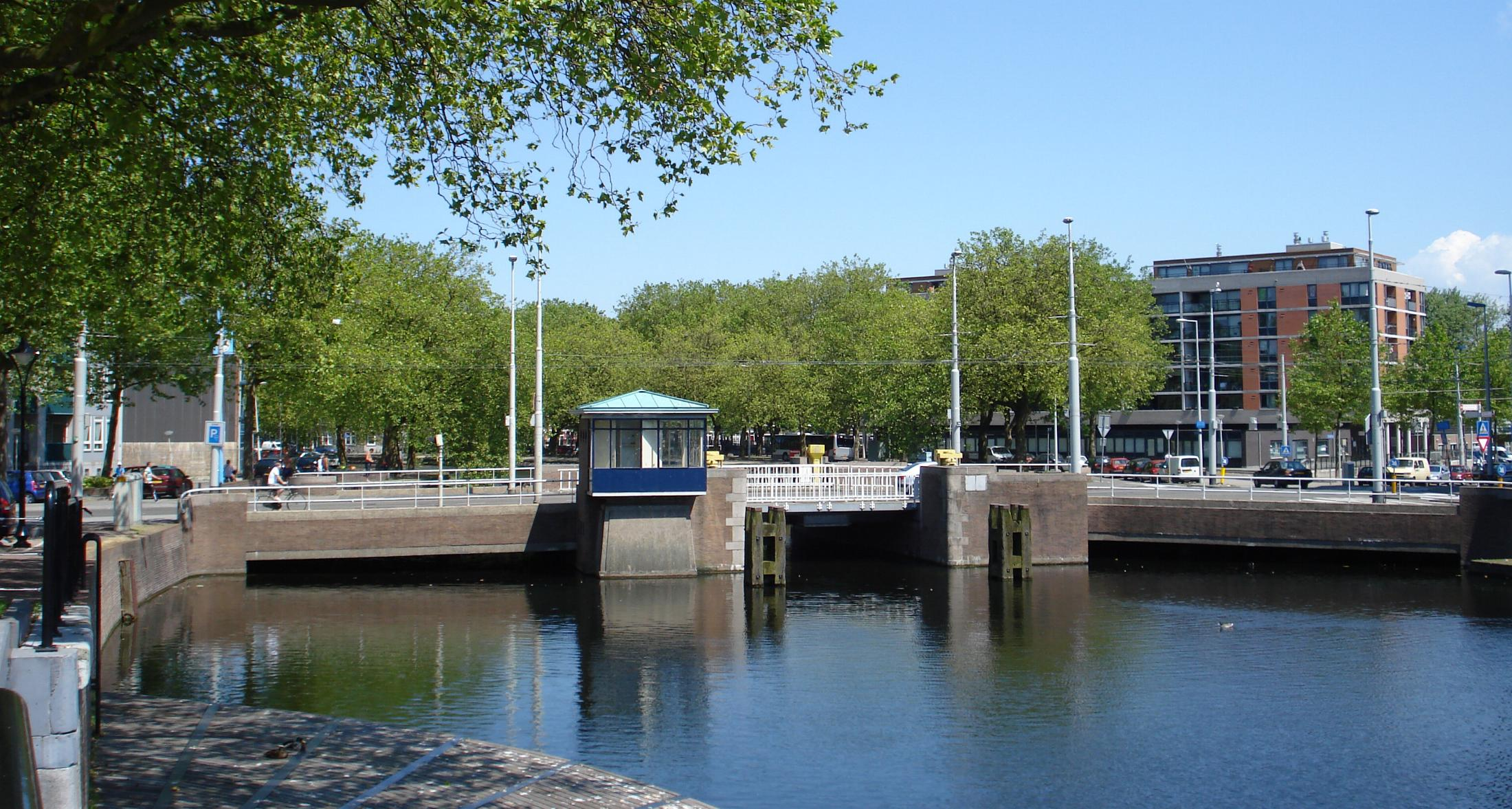
Oude Noorden/Crooswijk. Zaagmolenbrug
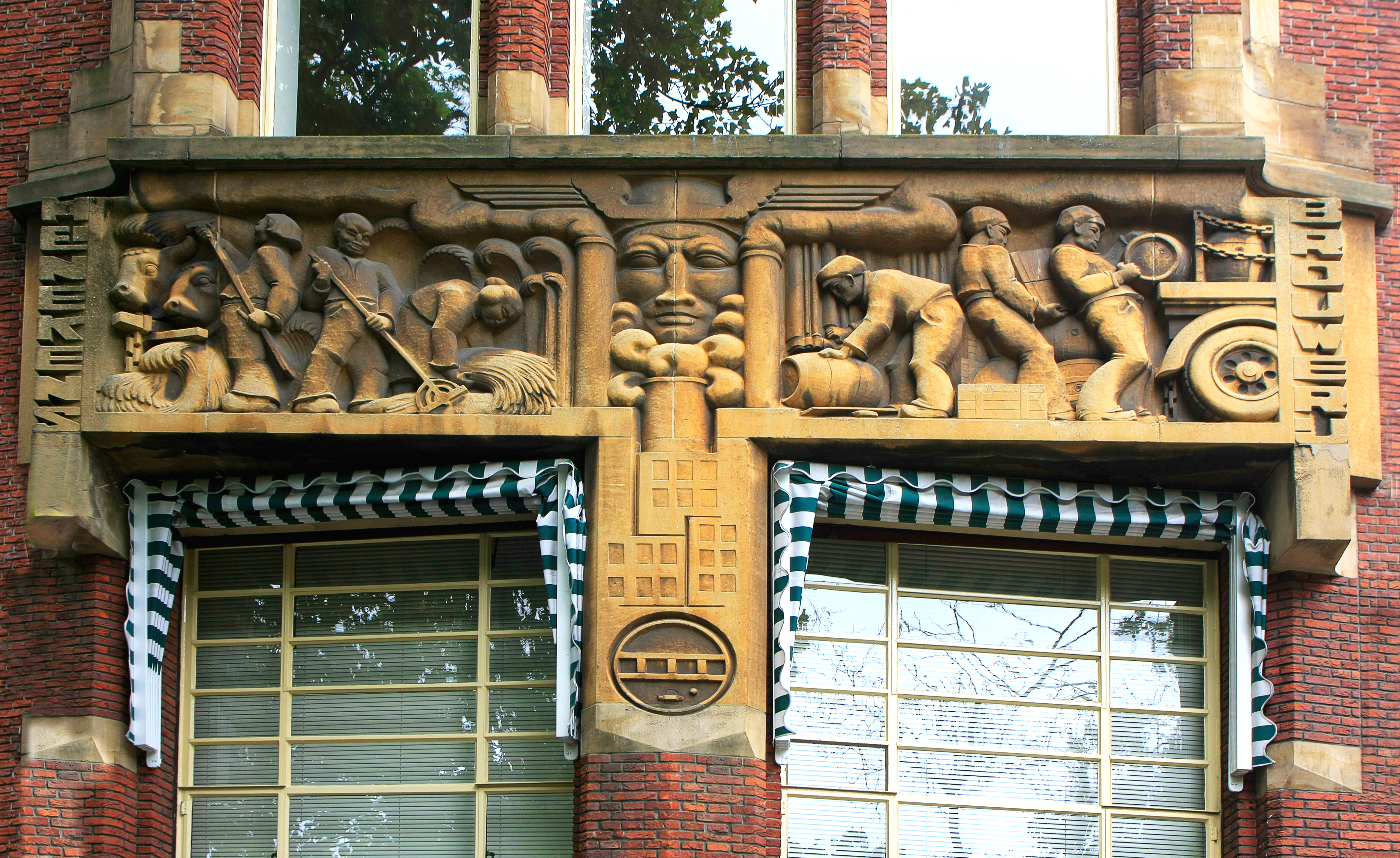
Brasserie Heineken (détails)